# Malerisaurus
Malerisaurus is een geslacht van uitgestorven Archosauromorpha, bekend uit het Laat-Trias van Andhra Pradesh van India en Texas van de Verenigde Staten.

## Beschrijving
Malerisaurus was een middelgrote archosauromorf met een gemiddelde lengte van honderdtwintig centimeter. Malerisaurus is bekend van het holotype ISIR 150, twee in verband liggende en bijna complete skeletten die werden ontdekt als de vermoedelijke maaginhoud van twee skeletten van Parasuchus hislopi. Het werd verzameld uit de Lower Maleri-formatie, daterend uit het Laat-Carnien of Vroeg-Norien van het Laat-Trias. Malerisaurus robinsonae was een kleine archosauromorf, waarschijnlijk in staat om in bomen te klimmen en te zwemmen. De schedel heeft enkele aanpassingen aan een carnivoor dieet, maar is niettemin niet gespecialiseerd en waarschijnlijk was hij meer een insecteneter. De diapside schedel van Malerisaurus toont veel basale (of afgeleide, afhankelijk van de aangenomen fylogenetische positie) kenmerken zoals niet-verbeende laterosphenoïde, afwezigheid van antorbitale en mandibulaire fenestrae, graciele vorm, primitieve gordels, langwerpige halswervels en de afwezigheid van huidpantser. Chatterjee (1980) wees het toe aan de onderorde Prolacertiformes, die momenteel vier families vertegenwoordigt: Sharovipterygidae, Protorosauridae, Prolacertidae en Tanystropheidae. Chatterjee beschouwde Malerisaurus voorlopig als dicht bij Protorosaurus.
De tweede soort Malerisaurus langstoni is bekend van het holotype TMM 31099-11, een gedeeltelijk maar slecht bewaard gebleven skelet. Het werd verzameld in de Otis Chalk Quarry 2 (TMM 31099-vindplaats) van de Colorado City-formatie, Chinle Group, daterend uit het Vroeg-Carnien van het Laat-Trias, ongeveer 228-227,5 miljoen jaar geleden. Het werd gevonden in Howard County van Texas. Spielmann et al. (2006) herbeschreven het typemateriaal van Malerisaurus langstoni en concludeerden dat het niet te onderscheiden is van de typesoort Trilophosaurus buettneri, en dus vertegenwoordigt Malerisaurus langstoni daarvan een jonger synoniem.
Nesbitt et al. (2017) herinterpreteerde Malerisaurus als een allokotosauride archosauromorf die behoort tot de familie Azendohsauridae. In 2021 hebben Nesbitt et al. nogmaals gekeken naar Malerisaurus en ontdekte dat het een vroeg afgesplitste, maar laat overlevende, carnivore azendohsauriër was. Deze studie vond ook dat Malerisaurus langstoni een geldige soort van Malerisaurus is.

## Etymologie
Malerisaurus werd in 1980 benoemd door Sankar Chatterjee en de typesoort is Malerisaurus robinsonae, vernoemd ter ere van de Britse paleontologe Pamela Lamplugh Robinson, die in India werkte. De tweede soort Malerisaurus langstoni werd in 1986 door hem benoemd. De geslachtsnaam is afgeleid van de naam van de onderste Maleri-formatie, waar het holotype van de typesoort werd verzameld, en sauros, Grieks voor 'hagedis'. De soortaanduiding van Malerisaurus langstoni eert de Amerikaanse paleontoloog en professor Wann Langston jr.